# Segelfluggelände Neresheim

i7
i11
i13
Das Segelfluggelände Neresheim liegt im Fleinersloh südlich der Stadt Neresheim im Ostalbkreis in Baden-Württemberg, etwa 1,5 Kilometer südlich von Neresheim.

## Flugbetrieb
Das Segelfluggelände ist mit einer 1180 m langen und 30 m breiten Start- und Landebahn aus Gras ausgestattet (Richtung 08/26). Es besitzt eine Betriebszulassung für Segelflugzeuge, Motorsegler, Ultraleichtflugzeuge, nicht motorisierte Hängegleiter und Gleitschirme sowie für Flugzeuge bis 2000 kg höchstzulässiger Flugmasse für Flüge zum Schleppen von Segelflugzeugen oder Motorseglern. Der Start von Segelflugzeugen erfolgt per Flugzeugschlepp oder Windenstart. Weiterhin findet am Segelfluggelände Modellflug statt. Eine Besonderheit des Segelfluggeländes ist die Platzrunde für Motorflug: sie hat die Form einer „8“, bei der der Gegenanflug schräg über die Platzmitte führt. Der Halter und Betreiber des Segelfluggeländes ist die Segelfliegergruppe Neresheim e. V. Der Verein wurde 1951 gegründet.